# Überquerung der Anden

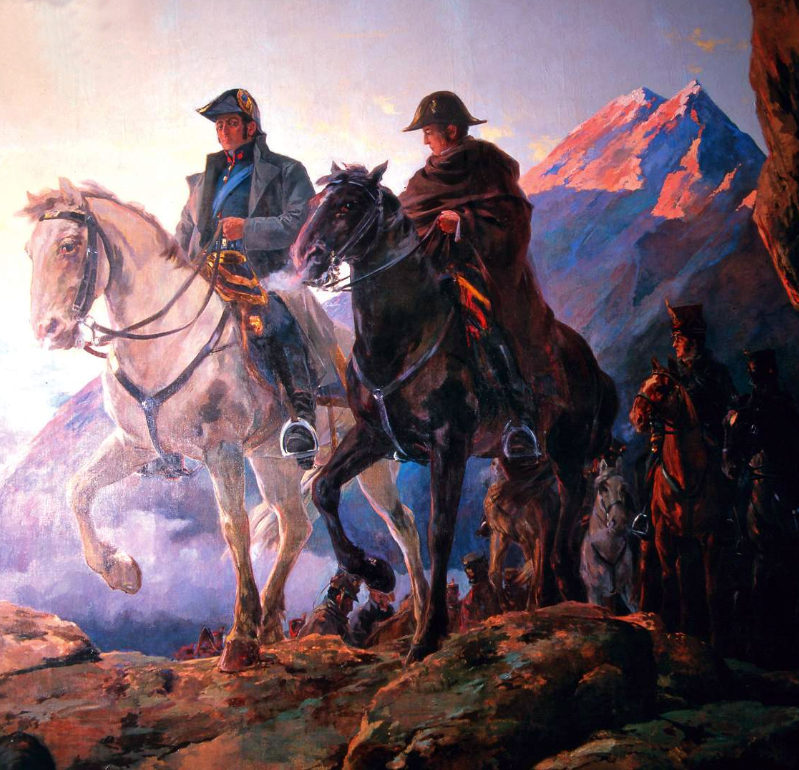
de San Martín und O’Higgins beim Überqueren der Kordilleren (Gemälde von Julio Vila y Prades, 19. Jahrhundert)

Die Überquerung der Anden (span. Cruce de los Andes) war Anfang 1817 eine militärische Operation im Unabhängigkeitskrieg der spanischen Kolonien Argentinien und Chile. Die darauf folgende Schlacht von Chacabuco war eine schwere Niederlage der spanischen Armee.

## Truppen und Versorgung
Die Stadt Mendoza wurde im Zusammenhang mit der Überquerung der Anden zu einem zentralen Hauptquartier gemacht. Die Einwohner des Ortes unterstützten die Rebellen bereitwillig und lernten von den Soldaten, wie man Kanonen herstellt. 
Das Hauptnahrungsmittel der Truppen war eine regionale Spezialität, das sich valdiviano nannte. Sie wurde aus trockenem Fleisch, aufgeschnittenen Zwiebeln und kochendem Wasser hergestellt. Neben diesem Gericht führte man noch weitere Lebensmittel, insgesamt 40 Tonnen Nahrung, mit sich. 

## Die Überquerung
Am Morgen des 19. Januar 1817 verließ de San Martín mit seinen Truppen das Lager El Plumerillo, um mit der Überquerung der Anden zu beginnen. Er führte 4.000 Soldaten mit sich, von denen er ein Drittel verlor. 
Vor dem Marsch teilte de San Martín das Heer in zwei Teile auf. Der eine Teil marschierte unter dem Kommando von de San Martín, O’Higgins und Miguel Estanislao über den Pass Los Patos. Der Rest des Heeres schlug einen südlicheren Weg ein und wurde von Juan Gregorio de Las Heras kommandiert. 
Am 13. Februar 1817, knapp einen Monat nach Beginn des Marsches, erreichte der erste Heeresteil die chilenische Stadt Santiago de Chile. Dieser Marsch wurde als eine der größten Taten dieses Krieges genannt. 